# Retrait des États-Unis de l'Organisation mondiale de la santé
La notification de retrait des États-Unis de l’Organisation mondiale de la santé est un événement du premier jour de la seconde présidence de Donald Trump, à la suite d'un décret présidentiel signé le 20 janvier 2025.
C'est la deuxième fois que les États-Unis ordonnent leur retrait de l'Organisation mondiale de la santé via un décret présidentiel.

## Contexte
Le 6 juillet 2020, au cours de la dernière année de la première présidence de Donald Trump et en pleine pandémie de Covid-19, l’administration Trump notifie l’Organisation mondiale de la santé de sa volonté de retrait des États-Unis de l'organisation,. À l’époque, Donald Trump critique la manière dont l’Organisation mondiale de la santé gère la pandémie de Covid-19, en estimant que le virus proviendrait d’un laboratoire de Wuhan, en Chine. Cependant, le préavis avant que cette décision ne devienne effective est d'un an. Le 20 janvier 2021, le jour de son investiture, Joe Biden révoque la décision de son prédécesseur et celle-ci ne prend par suite pas effet.

## Dispositions
Le décret affirme que l’OMS a mal géré la pandémie de Covid-19, n’a pas adopté de réformes et a été affectée par l’ingérence politique des États membres en 2020. Le décret ordonne ensuite au secrétaire d’État des États-Unis d’informer le secrétaire général des Nations unies et la direction de l’OMS du retrait des États-Unis. Il impose également une pause dans les futurs transferts d'argent, de soutien et de ressources aux États-Unis, ainsi que le rappel du personnel gouvernemental américain qui travaille avec l’OMS et l’identification de partenaires américains et internationaux prenant part aux activités entreprises par l’OMS.
Le décret demande également au directeur du Bureau de la politique de préparation et d’intervention en cas de pandémie de revoir et de remplacer la Stratégie américaine de sécurité sanitaire mondiale de 2024. En outre, le secrétaire d’État reçoit l’ordre de cesser les négociations concernant l’accord de l’OMS sur la pandémie.